# John Betjeman
Sir John Betjeman (Highgate, Londres 28 de agosto de 1906 - Trebetherick, Cornualha, 19 de maio de 1984) foi um poeta, escritor e radialista inglês. Foi membro fundador da sociedade vitoriana e um apaixonado defensor da arquitetura vitoriana. Iniciando sua carreira como jornalista, terminou como um dos mais populares poetas laureados britânicos.

## Obras
Obras seleccionadas de poesia:
- Mount Zion  (1932)
- Continual Dew (1937)
- Old Lights For New Chancels (1940)
- New Bats in Old Belfries (1945)
- A Few Late Chrysanthemums (1954)
- Poems in the Porch (1954)
- Summoned by Bells (1960)
- High and Low  (1966)
- A Nip in the Air (1974)